# NGC 2873
NGC 2873 este o galaxie spirală situată în constelația Leul. A fost descoperită în 22 februarie 1857 de către William Parsons, 3rd Earl of Rosse⁠(d).